# Szeszki (gmina Wieliczki)
Szeszki (dawniej niem. Seesken) – wieś w Polsce położona w województwie warmińsko-mazurskim, w powiecie oleckim, w gminie Wieliczki. W latach 1975–1998 miejscowość należała administracyjnie do województwa suwalskiego.

## Historia
Szymon von Drahe, wielki komtur i namiestnik pruski, pod nieobecność wielkiego mistrza Zakonu poświadcza w roku 1508, że Roman i Jan Bartudłowie (lub Bartołdowie) kupili od wielkiego mistrza 15 włók na prawie magdeburskim pod Zabielnem za 40 grzywien mniejszej wagi, 12 wołów i 2 kuny. Stąd pochodzi Grzegorz Damowski założyciel wsi Szeszki (pod Kowalami Oleckimi) w roku 1561. W końcu XVIII wieku wieś zamieszkiwali wolni chłopi. Pod koniec XVIII w. Szeszki zamieszkane były przez wolnych chłopów. Szkoła we wsi powstała między 1737 a 1740 rokiem. W 1935 roku zatrudniała ona dwu nauczycieli i miała 35 uczniów w klasach od pierwszej do czwartej, a 31 w klasach od piątej do ósmej.
W roku 1939 wieś miała 398 mieszkańców i nosiła nazwę Draheim (nazwa zmieniona w 1938 r. w ramach niemieckiej akcji germanizacji). Wcześniejsze jej nazwy to Seeszken, Seesken. Część wsi stanowiło leśnictwo Chmielnik (niem. Klassenthal)
Po wojnie (po 1945 r.) przybyli tu osadnicy głównie z powiatu suwalskiego, z miejscowości: Korkliny, Rudniki, Nowinka i in. Wśród tych pionierów byli: Stanisław Józefowicz oraz Stefania Milewska (wraz z rodzinami przybyli tu już 10 lutego 1945 roku). Pierwszy powojenny sołtys to Antoni Barszczewski (wybrany na to stanowisko 31 grudnia 1946 roku).